# Tập thể hóa ở Liên Xô
Liên bang Xô viết đưa ra tập thể hóa (tiếng Nga: Коллективизация) lĩnh vực nông nghiệp từ năm 1928-1940 dưới thời Joseph Stalin lên nắm quyền. Nó khởi động trong suốt và là một phần của kế hoạch 5 năm lần thứ nhất. Chính sách này nhằm mục đích hợp nhất sự chiếm hữu đất tư nhân và người lao động vào trong các điền trang do tập thể quản lý và nhà nước quản lý: bao gồm các Kolkhoz và Sovkhoz.